# Red Española de Agencias de Evaluación de Tecnologías Sanitarias y Prestaciones del Sistema Nacional de Salud
La Red Española de Agencias de Evaluación de Tecnologías Sanitarias y Prestaciones del Sistema Nacional de Salud (RedETS) está formada por las agencias o unidades de evaluación de la administración general del estado y de las comunidades autónomas, que trabajan de manera coordinada, con una metodología común y bajo el principio del reconocimiento mutuo y la cooperación.

## Historia
En el año 2012, se crea la Red Española de Agencias de Evaluación de Tecnologías Sanitarias y Prestaciones del Sistema Nacional de Salud (conocida también por sus siglas RedETS) por el Consejo interterritorial del Sistema Nacional de Salud (SNS) en 2012, con el fin de promover la calidad, eficiencia y sostenibilidad en evaluación de tecnologías sanitarias en el SNS. 
El funcionamiento de la RedETS está regulado por la Orden SSI/1833/2013, de 2 de octubre por la que se crea y regula el Consejo de la Red Española de Agencias de Evaluación de Tecnologías Sanitarias y Prestaciones del Sistema Nacional de Salud.

## Estructura y funciones
La RedETS está formada por las agencias o unidades de evaluación de la Administración General del Estado y de las comunidades autónomas, que trabajan de manera coordinada, con una metodología común y bajo el principio del reconocimiento mutuo y la cooperación. Las Agencias actuales son: 
- La Agencia de Evaluación de Tecnologías Sanitarias de Andalucía (AETSA),[3]
- La Agencia de Calidad y Evaluación Sanitarias de Cataluña (AQuAs),[4]
- El Servicio de Evaluación de Tecnologías Sanitarias del País Vasco (Osteba),[5]
- La Unidad de Evaluación de Tecnologías Sanitarias de la Comunidad de Madrid (UETS),[6]
- La Unidad de Asesoramiento Científico-técnico de Galicia (Avalia-t),[7]
- El Servicio de Evaluación y Planificación del Servicio Canario de Salud (SESCS),[8]
- El Instituto Aragonés de Ciencias de la Salud (IACS).[9]
- Agencia de Evaluación de Tecnologías Sanitarias del Instituto de Salud Carlos III (AETS),[10]

La RedETS tiene como misión generar, difundir y facilitar la implementación de información destinada a fundamentar la toma de decisiones en el Sistema Nacional de Salud, contribuyendo de esta forma al incremento de la calidad, equidad, eficiencia y cohesión en el mismo. Los principios inspiradores de la Red son los de seguridad, efectividad, calidad, equidad y eficiencia, que se manifiestan en diversos aspectos, tales como:
- La coherencia con las prioridades del Sistema Nacional de Salud
- La solidez y rigor de los distintos trabajos e informes que se elaboren y que se basarán en el conocimiento científico más actualizado y robusto
- La independencia al carecer de conflictos de intereses que puedan mediatizar su labor
- La transparencia en todo el proceso de priorización, identificación, síntesis y evaluación crítica del conocimiento científico disponible
- La colaboración, como principio articulador, tanto entre disciplinas científicas, actores y partícipes en el sistema sanitario como, y muy especialmente, entre las unidades y agencias de evaluación de tecnologías sanitarias.

La coordinación de la RedETS es competencia de la  Dirección General de Cartera Básica de Servicios del Sistema Nacional de Salud y Farmacia
Entre otras actividades, la RedETS elabora los siguientes documentos, que pueden ser consultados y descargados de su propia página Web:

### Evaluación de Tecnologías Sanitarias
Ver últimas tecnologías sanitarias evaluadas

### Guías de Práctica Clínica
Ver últimas guías de práctica clínica publicadas

### Documentos Metodológicos
Ver últimos documentos de apoyo metodológico publicados